# サクラメント市長
サクラメント市長（サクラメントしちょう、英: Mayor of Sacramento）は、アメリカ合衆国カリフォルニア州サクラメント市の首長（市長）である。

## 一覧
| 任期            | 氏名                                     |
| --------------- | ---------------------------------------- |
| 2016年 - 現在   | ダレル ・ スタインバーグ                 |
| 2008年 - 2016年 | ケヴィン・ジョンソン                     |
| 2000年 - 2008年 | ヘザー・ファーゴ                         |
| 1999年 - 2000年 | ジミー・R・イー                          |
| 1993年 - 1999年 | ジョー・サーナ・ジュニア                 |
| 1983年 - 1992年 | アン・ルーディン                         |
| 1982年 - 1983年 | R・バーネット・ミラー                    |
| 1975年 - 1982年 | フィル・アイゼンバーグ                   |
| 1968年 - 1975年 | リチャード・H・マリオット                |
| 1966年 - 1967年 | ウォルター・クリステンセン               |
| 1960年 - 1965年 | ジェームズ・B・マッキニー                |
| 1956年 - 1959年 | クラレンス・L・アゼヴェド                |
| 1954年 - 1955年 | H・H・ヘンドレン                         |
| 1954年          | W・A・ヒックス                           |
| 1952年 - 1953年 | レスリー・E・ウッド                      |
| 1950年 - 1951年 | バート・E・ゲイスレーター                |
| 1948年 - 1949年 | ベル・クーレッジ                         |
| 1946年 - 1947年 | ジョージ・L・クランプ                    |
| 1938年 - 1945年 | トム・B・モンク                          |
| 1936年 - 1937年 | アーサー・D・ファーガソン                |
| 1934年 - 1935年 | トーマス・P・スコーラン                  |
| 1930年 - 1933年 | C・H・S・ビッドウェル                    |
| 1928年 - 1929年 | R・E・コンリー                           |
| 1926年 - 1927年 | A・E・ゴダード                           |
| 1921年 - 1925年 | アルバート・エルカス                     |
| 1920年 - 1921年 | チャールズ・A・ブリス                    |
| 1919年 - 1920年 | ジョン・Q・ブラウン                      |
| 1917年 - 1919年 | D・W・カーマイケル                       |
| 1915年 - 1917年 | G・C・シモンズ                           |
| 1912年 - 1915年 | M・J・バーク                             |
| 1910年 - 1912年 | M・R・ビアード                           |
| 1908年 - 1909年 | クリントン・F・ホワイト                  |
| 1906年 - 1907年 | M・R・ビアード                           |
| 1904年 - 1905年 | W・J・ハセット                           |
| 1900年 - 1903年 | ジョージ・H・クラーク                    |
| 1898年 - 1899年 | ウィリアム・ランド                       |
| 1896年 - 1897年 | C・H・ハバード                           |
| 1893年 - 1895年 | B・U・スタインマン                       |
| 1889年 - 1892年 | W・D・コムストック                       |
| 1887年 - 1888年 | ユージン・J・グレゴリー                  |
| 1881年 - 1886年 | ジョン・Q・ブラウン                      |
| 1878年 - 1880年 | ジェイビズ・ターナー                     |
| 1872年 - 1877年 | クリストファー・グリーン                 |
| 1863年 - 1871年 | チャールズ・ヒーマン・スウィフト         |
| 1859年 - 1862年 | W・シャタック                            |
| 1858年          | ヘンリー・L・ニコルズ                    |
| 1857年          | ジョセフ・パーマー・ダイアー             |
| 1856年          | ベンジャミン・B・レディング              |
| 1855年          | ジェームズ・L・イングリッシュ            |
| 1854年          | R・P・ジョンソン                         |
| 1853年          | ジェームズ・リッチモンド・ハーデンバーグ |
| 1852年          | C・I・ハッチンソン                       |
| 1851年          | ジェームズ・リッチモンド・ハーデンバーグ |
| 1850年          | ホレース・スミス                         |
| 1850年          | ハーディン・ビゲロー                     |
| 1849年          | アルバート・メイヴァー・ウィン           |
| 1849年          | ウィリアム・ハミルトン                   |